# Grzegorz Pastuszak (hokeista)
Grzegorz Pastuszak (ur. 4 maja 1976, zm. 14 sierpnia 2003 w Sanoku) – polski hokeista.

## Życiorys i kariera sportowa

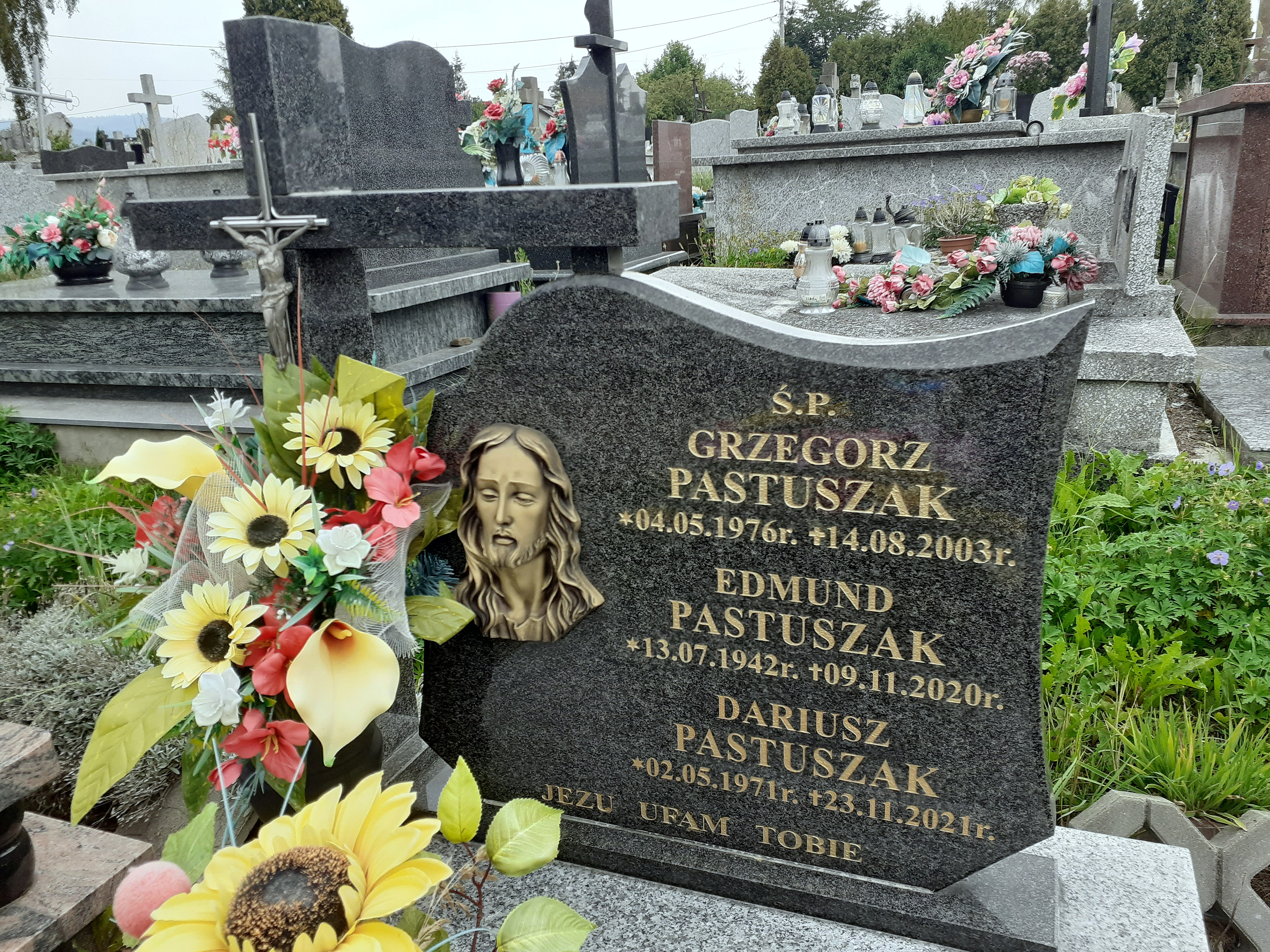
Grobowiec rodzinny Grzegorza Pastuszaka

W latach 90. był zawodnikiem STS Sanok, w późniejszym czasie reprezentował KH Sanok do sezonu 2002/2003. W trakcie kariery zyskał przydomek „Lonia”.
14 sierpnia 2003 o zmroku około godz. 21:45 podczas przechodzenia przez jezdnię na ulicy Krakowskiej w sanockiej dzielnicy Dąbrówka został potrącony przez jadącego Fiata Seicento. Po uderzeniu upadł na przeciwnym pasie i najechany przez nadjeżdżającą Škodę Felicię. Na skutek odniesionych obrażeń poniósł śmierć na miejscu. Został pochowany na Cmentarzu Posada w Sanoku.